# Lay Me Down (canción de Avicii)
«Lay Me Down» —literalmente en español: «Recuéstame»— es una canción realizada por el disc jockey y productor sueco Avicii. Cuenta con la colaboración, aunque sin acreditar, del cantante estadounidense de pop rock, Adam Lambert y fue compuesta por este último junto al propio Avicii, Ash Pournouri, y Nile Rodgers. Fue lanzado el 21 de abril de 2014 como el quinto sencillo del álbum debut de Avicii, True. En 2013, ingresó en las listas de música dance de los Estados Unidos y el Reino Unido aún sin haber sido lanzado oficialmente como sencillo.
Una versión remezclada por el propio Avicii incluida en una edición especial del álbum True titulada Avicii by Avicii tiene una particular similitud con su remix de la canción «Make My Heart» de Toni Braxton realizada en 2010.

## Video musical
Existe un video musical en el que muestra una presentación en vivo de Avicii realizada en marzo de 2014 en el Tele2 Arena de Estocolmo, Suecia.

## Créditos
Créditos adaptados a partir de las notas del álbum True
- Voces y composición  – Adam Lambert
- Producción y composición – Tim Bergling, Ash Pournouri
- Guitarra y coproducción  – Nile Rodgers

## Posicionamiento en listas

### Semanales
| Lista (2013–14)                             | Mejor posición |
| ------------------------------------------- | -------------- |
| Alemania (Media Control AG)                 | 78             |
| Australia (ARIA)                            | 34             |
| Bélgica (Flandes) (Ultratip Bubbling Under) | 74             |
| Bélgica (Valonia) (Ultratip Bubbling Under) | 2              |
| Estados Unidos (Dance/Electronic Songs)     | 22             |
| Francia (SNEP)                              | 77             |
| Reino Unido (The Official Charts Company)   | 200            |
| Reino Unido (UK Dance Chart)                | 40             |
| Suecia (Sverigetopplistan)                  | 39             |
| Suiza (Schweizer Hitparade)                 | 41             |

### Certificaciones
| País   | Organismo certificador | Certificación | Ventas certificadas | Ref.   |
| ------ | ---------------------- | ------------- | ------------------- | ------ |
| Suecia | IFPI — Suecia          | Oro           | 20 000              | [ 15 ] |